# Euricania gloriosa
Euricania gloriosa är en insektsart som beskrevs av William Lucas Distant 1911. Euricania gloriosa ingår i släktet Euricania och familjen Ricaniidae. Inga underarter finns listade i Catalogue of Life.